# 山水有相逢 (電影)
《山水有相逢》（英語：The Golden Girls），又名《星光俏佳人》，是一部1995年上映，以1960年代為背景的香港喜劇電影，由馬偉豪編劇及執導，袁詠儀、劉青雲、蔡少芬等主演。本片構思源自無綫電視於1980年播映的同名劇集。

## 演員表
| 演員   | 角色     | 原型人物 | 備註                                               |
| ------ | -------- | -------- | -------------------------------------------------- |
| 袁詠儀 | 梅波     | 凌波     | 擅長女扮男裝，承襲袁詠儀於《金枝玉葉》的角色形象。 |
| 劉青雲 | 秦淮     | 秦劍     |                                                    |
| 蔡少芬 | 沈露露   |          |                                                    |
| 孫佳君 | 朱小媚   |          |                                                    |
| 楊冰嵐 | 林仙     |          |                                                    |
| 白耀燦 |          |          |                                                    |
| 黃一飛 | 羅劍才   | 羅劍郎   |                                                    |
| 張達明 | 拿督表哥 |          |                                                    |
| 方育平 | 白陽     |          |                                                    |
| 吳鎮宇 | 王小宇   | 王羽     |                                                    |
| 蘭茜   |          |          |                                                    |
| 黎靖雪 |          |          |                                                    |

## 故事大綱
故事講述1960年代的香港影圈，新晉女演員梅波（袁詠儀飾）及沈露露（蔡少芬飾）成為好友。她們邂逅性情古怪的當紅編劇秦淮（劉青雲飾），事業發展的同時，也在愛情上進行競爭。

## 評論
- 本片以六十年代香港影圈為背景，但考究粗疏，混淆五十與六十年代、粵語片與國語片[8]，例如將六十年代邵氏與電懋鬧雙胞的黃梅調版與國語片版《梁山伯與祝英台》結成為一。

## 外部連結
- 香港影庫上《山水有相逢》的資料（繁體中文）
- 互联网电影数据库（IMDb）上《山水有相逢》的资料（英文）
- 豆瓣电影上《山水有相逢》的資料 （简体中文）